# Villevallier
Villevallier é uma comuna francesa na região administrativa de Borgonha-Franco-Condado, no departamento de Yonne. Estende-se por uma área de 8,35 km². Em 2010 a comuna tinha 479 habitantes (densidade: 57,4 hab./km²).